# Cúp bóng đá Phần Lan 1997
Cúp bóng đá Phần Lan 1997 (tiếng Phần Lan: Suomen Cup) là mùa giải thứ 43 của giải đấu cúp bóng đá thường niên ở Phần Lan. Giải được tổ chức theo hình thức giải đấu loại trực tiếp và việc tham gia giải là tự nguyện. Trận chung kết diễn ra ở Sân vận động Olympic, Helsinki ngày 25 tháng 10 năm 1997 và FC Haka đánh bại TPS by 2-1 (s.h.p.) trước sự chứng kiến của 4.107 khán giả. 

## Các vòng đầu
Không có.

## Vòng Bảy
| Thứ tự | Đội nhà        | Tỉ số | Đội khách         | Thông tin |
| ------ | -------------- | ----- | ----------------- | --------- |
| 1      | Tervarit Oulu  | 0-4   | TPS Turku         |           |
| 2      | GBK Kokkola    | 1-2   | KPT-85 Kemi       |           |
| 3      | JJK Jyväskylä  | 0-2   | Inter Turku       |           |
| 4      | RoPS Rovaniemi | 3-1   | MyPa Anjalankoski |           |

| Thứ tự | Đội nhà          | Tỉ số        | Đội khách       | Thông tin |
| ------ | ---------------- | ------------ | --------------- | --------- |
| 5      | VPS Vaasa        | 2-3 (s.h.p.) | FinnPa Helsinki |           |
| 6      | Haka Valkeakoski | 1-0          | Jazz Pori       |           |
| 7      | TPV Tampere      | 0-1          | PK-35 Helsinki  |           |
| 8      | P-Iirot Rauma    | 0-4          | HJK Helsinki    |           |

## Tứ kết
| Thứ tự | Đội nhà        | Tỉ số | Đội khách        | Thông tin |
| ------ | -------------- | ----- | ---------------- | --------- |
| 1      | PK-35 Helsinki | 2-3   | Haka Valkeakoski |           |
| 2      | KPT-85 Kemi    | 1-3   | RoPS Rovaniemi   |           |

| Thứ tự | Đội nhà     | Tỉ số | Đội khách       | Thông tin |
| ------ | ----------- | ----- | --------------- | --------- |
| 3      | TPS Turku   | 1-0   | FinnPa Helsinki |           |
| 4      | Inter Turku | 1-4   | HJK Helsinki    |           |

## Bán kết
| Thứ tự | Đội nhà          | Tỉ số | Đội khách    | Thông tin |
| ------ | ---------------- | ----- | ------------ | --------- |
| 1      | Haka Valkeakoski | 1-0   | HJK Helsinki | Lượt đi   |
| 2      | RoPS Rovaniemi   | 0-1   | TPS Turku    | Lượt đi   |

| Thứ tự | Đội nhà      | Tỉ số | Đội khách        | Thông tin |
| ------ | ------------ | ----- | ---------------- | --------- |
| 3      | HJK Helsinki | 3-2   | Haka Valkeakoski | Lượt về   |
| 4      | TPS Turku    | 2-0   | RoPS Rovaniemi   | Lượt về   |

## Chung kết
| Thứ tự | Đội 1            | Tỉ số        | Đội 2     | Thông tin       |
| ------ | ---------------- | ------------ | --------- | --------------- |
| 1      | Haka Valkeakoski | 2-1 (s.h.p.) | TPS Turku | Khán giả: 4.107 |